# Erwt
De erwt (Pisum sativum) is een eenjarige plant die behoort tot de vlinderbloemenfamilie (Fabaceae).
Veel van de genetische onderzoeken die Gregor Mendel tot de wetten van de genetica leidden, deed hij aan erwten.

## Culinair

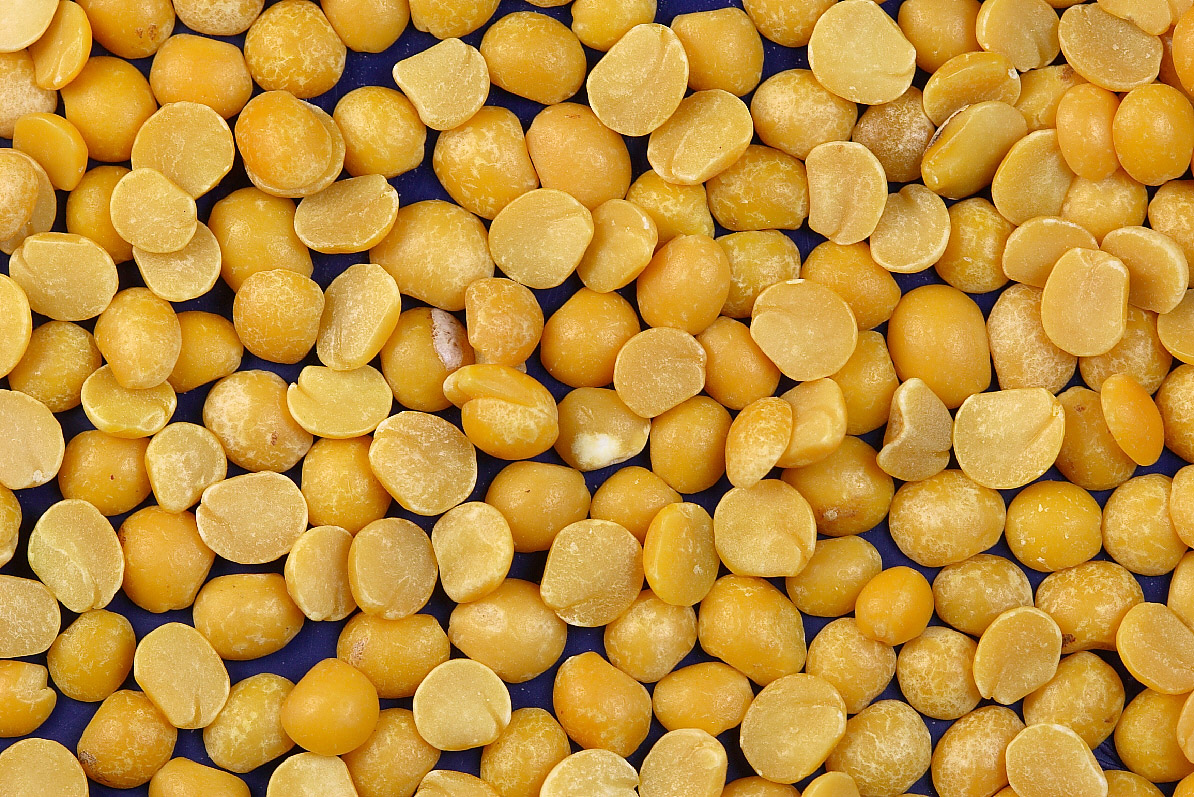
Gele spliterwten

De doperwt, blauwschokker, kapucijner-, grauwe of rozijnerwt, ronde groene erwt (landbouwerwt), gele erwt, peultjes en suikererwt (sugar snaps) behoren allemaal tot de soort "erwt".
De meeste erwten worden gedopt gegeten, maar van sommige variëteiten, met name de peultjes en de suikererwt, zijn ook de (jonge) peulen eetbaar.
De gele erwt wordt voor de veevoederindustrie geteeld. De spliterwt is afkomstig van de gedroogde landbouwerwt, waarbij de zaadhuid verwijderd wordt, waardoor de erwt in twee helften uiteenvalt. Het voordeel ervan is, dat er geen zaadhuiden zijn, waardoor de spliterwt tijdens het koken uiteenvalt. Daarom wordt hij   veelvuldig gebruikt voor erwtensoep.
Doperwten worden veelal akkerbouwmatig geteeld voor de verwerkende industrie. Ze worden verpakt in blik, glas en diepvries. In Japan en andere landen van het Verre Oosten, zoals Thailand, Taiwan en Maleisië, wordt de erwt geroosterd en gezouten als snack gegeten. In Engeland wordt de landbouwerwt in een traditioneel puddinggerecht gebruikt.

## Typen en rassen
Erwten kunnen onderscheiden worden naar:
Strolengte
Er zijn erwten met langstro (rijs- of klimerwten) en met kortstro. Erwten met langstro moeten aan gaas of rijshout geteeld worden. Blauwschokkers, maar ook doperwten met langstro zijn daar voorbeelden van. De kreukerwt Kelvedon Wonder heeft halflangstro.
Bladvorm
Er zijn rassen waarbij alle of een gedeelte van de bladeren omgevormd zijn tot ranken. Dit zijn de zogenaamde bladloze of semi-bladloze rassen. Doordat deze rassen een opener gewas geven, treden er minder ziekten op.
Zaadvorm
Bij doperwten komen twee zaadtypen voor. Een type met in rijpe toestand ronde, gladde zaden en een type met gekreukte zaden. Dit komt door de verschillen in zetmeelsamenstelling. In rondzadige erwten komt amylopectine en amylose voor en in de gekreuktzadige vooral amylose. Hierdoor zijn de gekreuktzadige erwten smakelijker en zoeter. De gladde, rondzadige erwten zijn op het moment van oogsten lichtgroen van kleur. Bij de kreukzadige erwten zijn er rassen met lichtgroene en rassen met donkergroene zaden. In Engeland en Zweden wordt de voorkeur gegeven aan de donkergroene kreukerwten.

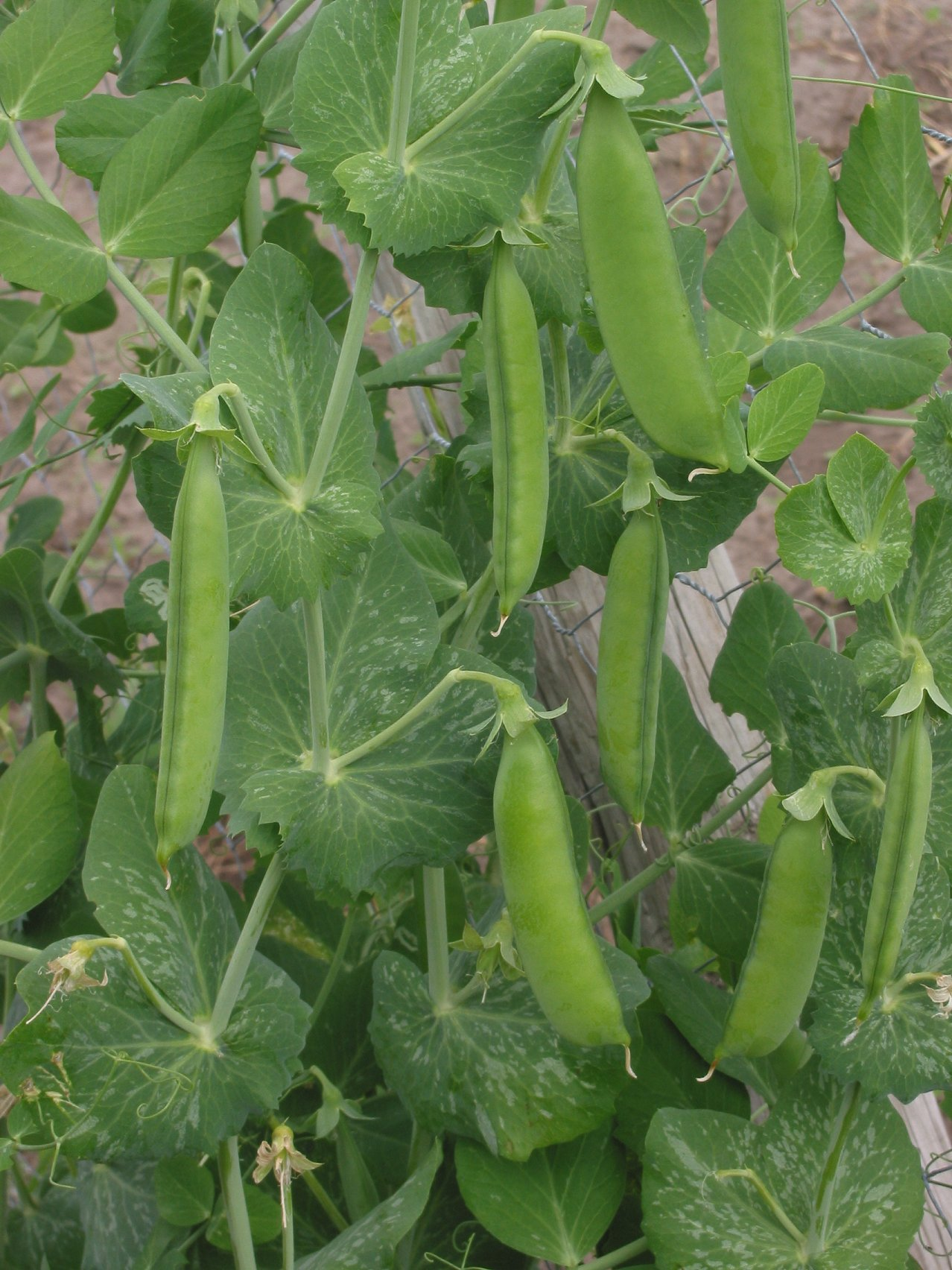
Langstroras
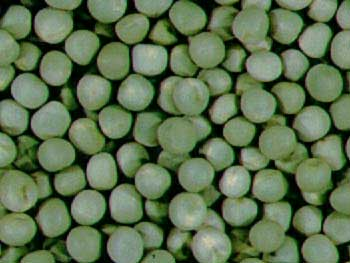
Rondzadige erwten
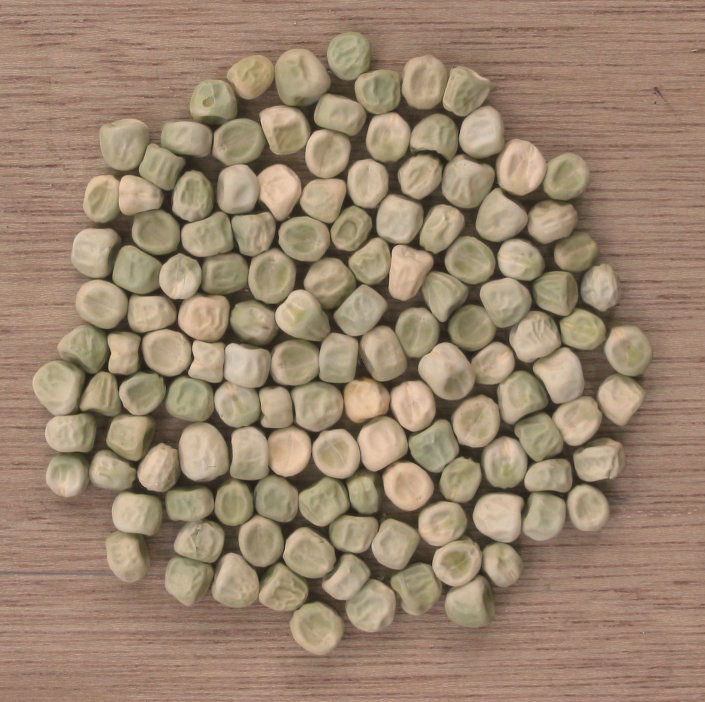
Gekreuktzadige erwten 'Kelvedon Wonder'
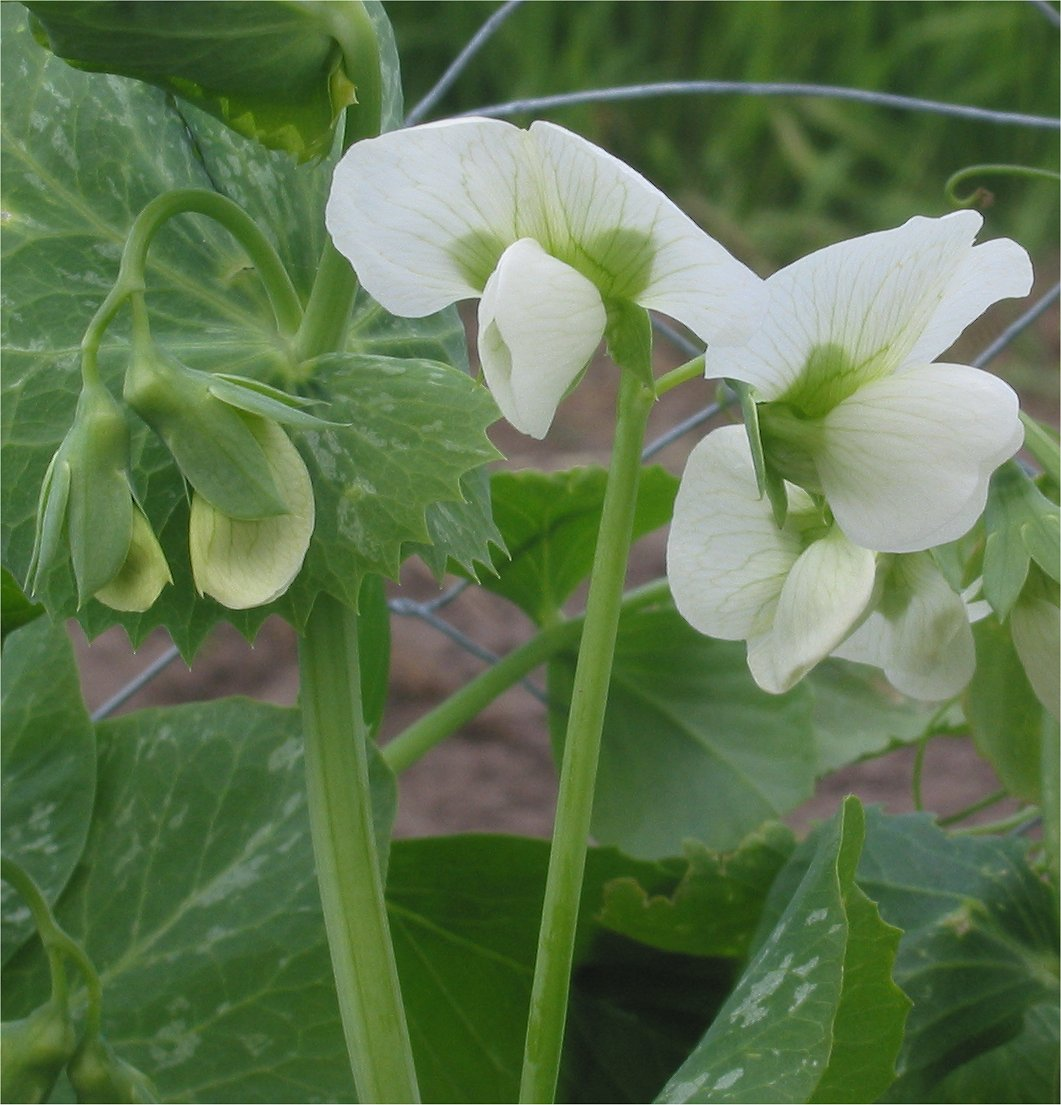
Bloemen

## Kwaliteit
Voor de verwerkende industrie worden alleen kortstrorassen geteeld. Erwten in blik en glas worden naar fijnheid ingedeeld van zeer fijn (sortering I), extra fijn (sortering II), fijn (sortering III) en middenfijn (sortering IV). De fijne en middenfijne sorteringen worden veel samen met wortelen verwerkt. Vroeger was de fijnheid nauw verbonden met de mate van rijpheid van de erwt. Zeer fijne erwten waren nog jong en daarom zeer smakelijk. In de loop van de tijd is er sterk op fijnzadigheid veredeld. Vooral eerst in het rondzadige sortiment. De tegenwoordige rassen zijn ook als ze rijp zijn nog zeer fijnzadig en zegt de fijnheid dus niets meer over de rijpheid van de erwt. De verwerkende industrie gebruikt zelf voor het bepalen van de rijpheid en dus het oogsttijdstip de hardheid van de erwt, die met behulp van een tenderometer (Tm) wordt bepaald. Erwten met een laag tenderometergetal (Tm 90) zijn nog jong. Erwten met een hoog getal (Tm > 180) zijn rijp en daardoor melig en weinig smakelijk. Met de rijpheid neemt ook de meligheid toe.
Voor het bepalen van de meligheid kan de hoeveelheid in alcohol onoplosbare delen worden gemeten. De waarde wordt uitgedrukt in A.I.S-eenheden (A.I.S. staat voor Alcohol Insoluble Solids). De smakelijkste erwten combineren een goede hardheid (Tm 90-120) met een lage A.I.S.-waarde. Op het etiket zou dus eigenlijk ook de Tm-waarde en de A.I.S.-waarde moeten worden vermeld.

## Oogst

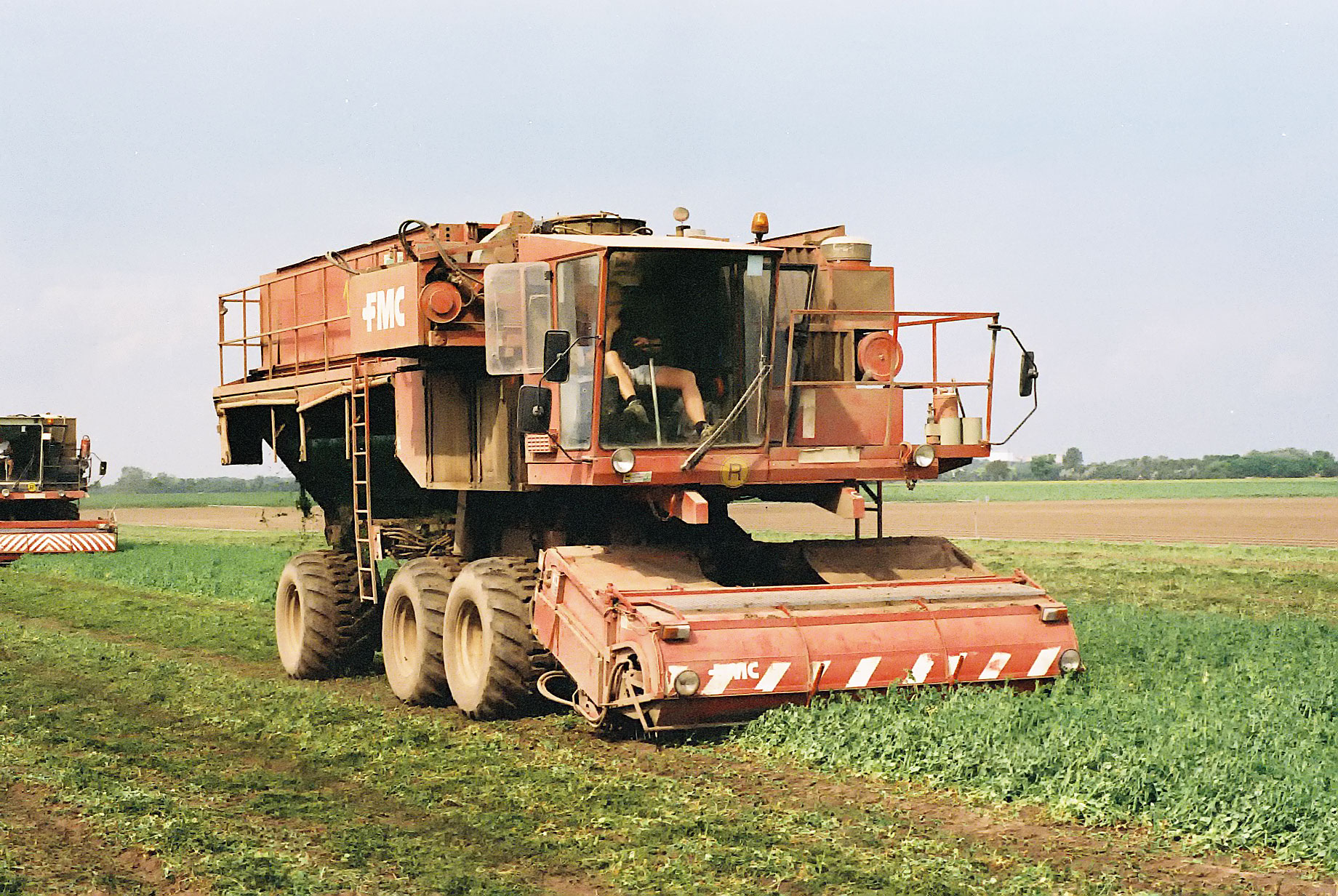
Maaidorser in Marchfeld (Oostenrijk)

Voor de verwerkende industrie worden de erwten machinaal geoogst. Het gewas wordt afgemaaid en in een grote trommel ingevoerd. Door wrijving in de dorstrommel gaan de peulen open en komen de erwten vrij. Via zeven worden de erwten gescheiden van het stro. De erwten worden in water naar de fabriek vervoerd.

## Voedingswaarde
100 gram verse (rauwe) erwten bevat gemiddeld 10 g koolhydraten, 5 g eiwit en 0,3 g vet. Verder aan mineralen 20 mg calcium, 2 mg ijzer en aan vitaminen 0,4 mg caroteen, 0,17 mg B1, 0,16 mg B2 en 50 mg C. De energiewaarde van 100 g is 264 kJ.

## Ziekten en beschadigingen

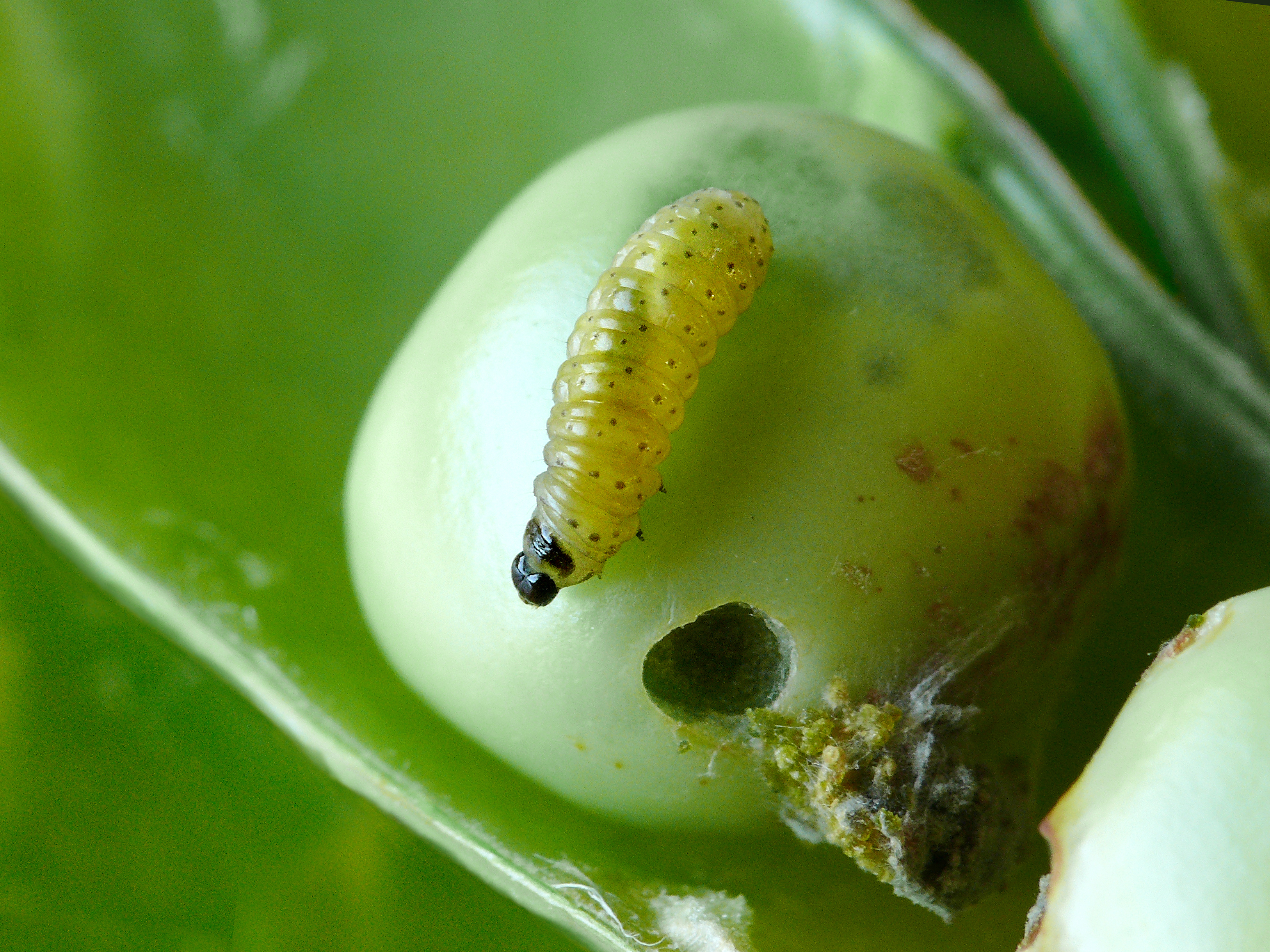
Erwtenpeulboorder

Bij aantasting door Amerikaanse vaatziekte (Fusarium oxysporum forma pisi ras I) sterft de plant af. Op besmette grond kunnen nog wel resistente rassen worden geteeld. Een belangrijke virusziekte is topvergeling. Deze ziekte wordt door bladluizen overgebracht van luzerne op erwten en tuinbonen. Topvergeling komt in Nederland het meeste voor in het zuiden en zuidwesten en in Flevoland. Ook voor deze ziekte zijn er resistente rassen.
De erwtenpeulboorder kan de peulen aantasten door een gaatje in de peulwand te boren en vervolgens de erwten aan te tasten.